# Refuge del Riu dels Orris
Le refuge del Riu dels Orris est un refuge d'Andorre situé dans la paroisse d'Escaldes-Engordany à une altitude de 2 230 m.

## Toponymie
Riu est un terme catalan provenant du latin rivus et désignant un cours d'eau,.
Orris est le pluriel d'orri, qui désigne un type d'installation d'estive construite en pierre sèche dans les territoires montagneux ariégeois et catalans. Ce terme orri dérive du latin horreum (« grenier »),.

## Randonnée
Inauguré en 1991 et propriété du Govern d'Andorra,, le refuge est non gardé et ouvert toute l'année. Il possède une capacité d'accueil de 6 personnes,,.
Le refuge se trouve dans la vallée du Madriu-Perafita-Claror, classée au patrimoine mondial de l'UNESCO. Il est localisé à la confluence entre le riu dels Orris et le riu Madriu. Il se trouve juste en dessous de l'estany de l'Illa, de l'estany de la Bova, de l'Estany Forcat et des basses de Setut.
Le refuge del Riu dels Orris est accessible depuis Engolasters ou encore depuis La Comella. Le refuge se trouve sur le trajet du GR 11 espagnol et du GR 7.

Carte des principaux chemins de randonnée et refuges d'Andorre.
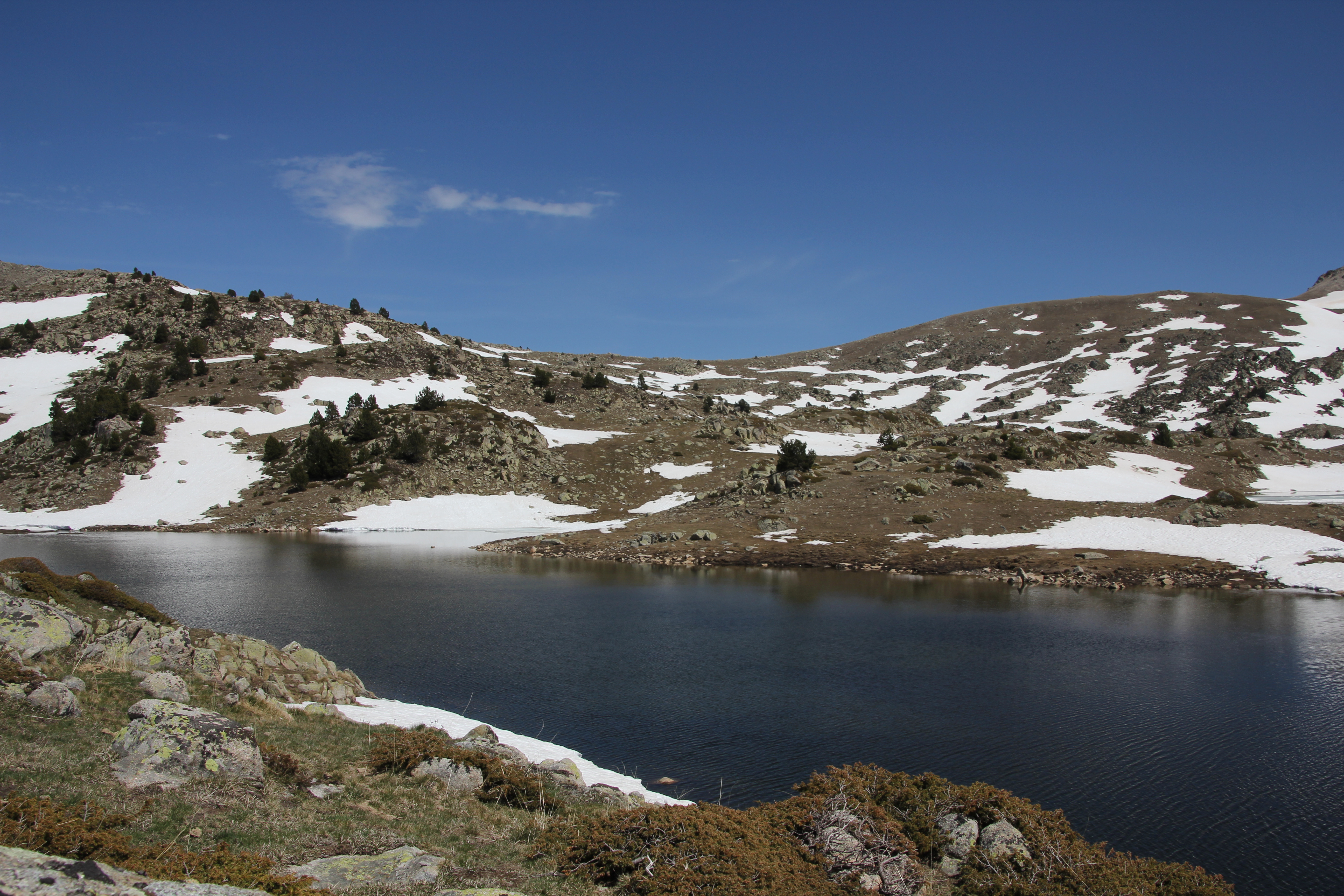
L'estany de la Bova.

## Histoire
Le site était occupé à l'époque romaine puisqu'un cercle de pierre (orri) témoignant d'une activité d'élevage a été retrouvé à proximité immédiate du refuge, au bord des basses de Setut. Celui-ci a été daté du Ier siècle (50 - 80 ap. J-C) par mesure de l'activité radiologique du carbone 14. Enfin, sur le site même du refuge del Riu dels Orris, a été excavé un ancien four, daté par la même méthode du IIe siècle dont l'analyse anthracologique a révélé des restes de pin sylvestre et de pin à crochets. Il a donc été proposé que celui-ci ait servi à cuire de la résine.